# Ancient Dreams in a Modern Land
Albums de MARINA
Love + Fear (Acoustic) (en)
(2019)
Singles
1. Man's World
Sortie : 18 novembre 2020
2. Purge The Poison
Sortie : 14 avril 2021
3. Ancient Dreams In A Modern Land
Sortie : 19 mai 2021
4. Venus Fly Trap
Sortie : 9 juin 2021

Ancient Dreams in a Modern Land est le cinquième album studio de l'auteure-compositrice-interprète galloise Marina et son dernier sous un grand label, sorti le 11 juin 2021 chez Atlantic Records. Elle commence à composer la musique pour le disque en août 2019, cinq mois après la sortie de son quatrième album studio, Love + Fear. Produit par Marina Diamandis, Jennifer Decilveo et James Flannigan, Ancient Dreams In a Modern Land est un disque pop, electropop et dance-pop qui explore des thèmes tels que le féminisme, le réchauffement climatique, la misogynie, le chagrin d'amour et le racisme.
Ancient Dreams In a Modern Land reçoit un accueil généralement positif de la part des critiques musicaux, dont beaucoup l'ont comparé à ses œuvres précédentes. L'album est précédé de quatre singles : Man's World, Purge the Poison, Ancient Dreams In A Modern Land et Venus Fly Trap, tous accompagnés d'un clip vidéo. L'album se classé à la 17e place du UK Albums Chart et à la 92e place du Billboard 200 aux États-Unis. Une édition de luxe de l'album est sortie le 7 janvier 2022, contenant trois nouveaux titres et deux démos de chansons figurant sur l'édition standard. Elle est précédée du single promotionnel Happy Loner.
Marina confirme lors d'un concert le 23 mai 2022 que Ancient Dreams In a Modern Land est son dernier album dans le cadre de son contrat de 14 ans avec Atlantic Records, et qu'elle sera une artiste indépendante à l'avenir.

## Contexte et développement
Après la sortie de son quatrième album studio Love + Fear en 2019, Marina entame une tournée en plusieurs étapes et sort un extended play (EP)  acoustique d'accompagnement, Love + Fear (Acoustic),,. Elle commence également à travailler sur un cinquième album studio, et confirme ses projets via un post Instagram, en janvier 2020,. La nouvelle est suivie par la sortie du single About Love en février, qui figure sur la bande originale du film américain de comédie romantique À tous les garçons : P.S. Je t'aime toujours sorti en 2020. Pour l'album, Marina travaille avec diverses collaboratrices, comme elle l'a annoncé sur ses médias sociaux en 2019, en recherchant des recommandations de la part de ses fans et de ses amis. Parmi ces collaboratrices figurent la réalisatrice Alexandra Gavillet, la photographe Coughs et la productrice Jennifer Decilveo.
Les sessions d'écriture se déroulent au domicile de Marina à West Hollywood et Jennifer Decilveo dit d'elle qu'« elle est authentique et, dans cet étrange marché de la pop, il est rafraîchissant d'avoir quelqu'un dont les paroles vont à contre-courant ». Elle déclare dans un Q&A qu'elle fait en avril 2020 qu'elle a écrit 70 % du disque. En juin 2021, elle confirme au New York Times qu'elle et son petit ami Jack Patterson avaient mis fin à leur relation de cinq ans et demi pendant la pandémie,. Contrairement à son prédécesseur, Ancient Dreams In a Modern Land est écrit uniquement par Marina et elle coproduit cinq titres. Les titres  Man's World et Pandora's Box sont écrits entre fin 2019 et début 2020, tandis que le reste de l'album est conçu pendant la Pandémie de Covid-19.

## Musique et paroles
Ancient Dreams In a Modern Land est décrit comme un album pop, electropop et dance-pop,,,. Pendant les sessions d'écriture de l'album, Marina est inspirée par la violence faite aux femmes et aux personnes LGBT au cours de l'histoire, ainsi que par les procès des sorcières de Salem. D'autres chansons ont une inspiration plus personnelle, certaines d'entre elles se concentrant sur sa rupture. L'album aborde les thèmes du féminisme, du réchauffement climatique, de la misogynie, du chagrin d'amour et du racisme. Les paroles des chansons sont longues et présentent plus d'énergie et d'attitude que les chansons de Love + Fear. Au sujet de ce choix, Marina déclare qu'« une partie de mes fans ne se sentait pas autant connectée parce que [Love + Fear] était un album beaucoup plus lisse et brillant » et que leurs opinions ont influencé sa décision de faire un « album sauvage et brut » comme successeur. Nick Levine du New Musical Express écrit que Ancient Dreams In a Modern Land « est peut-être aussi son album le plus personnel ».

## Promotion
Le 14 avril 2021, Marina confirme qu'Ancient Dreams In a Modern Land comme nom de l'album et révéle sa liste complète de chansons. Il est disponible en précommande le même jour, avec une date de sortie prévue pour le 11 juin 2021,. Il est sorti en téléchargement numérique et en streaming, et physiquement sous forme de CD et de trois cassettes uniques à collectionner,.
Elle a également présenté en avant-première New America deux semaines avant la sortie de l'album, partageant un extrait de son audio via ses comptes de médias sociaux. Plusieurs magasins européens vendaient cependant les CD de l'album cinq jours avant la sortie officielle.
Une version de luxe de l'album est sortie le 7 janvier 2022. Il n'est pas entré dans le Top 100 de l'Official Albums Chart britannique, mais a réintégré le Top 100 de l'Official Album Downloads Chart à la 26e place le 14 janvier 2022.

### Singles
Ancient Dreams in a Modern Land est précédé par la sortie de trois singles. Le premier single, Man's World, est dévoilé le 18 novembre 2020, deux mois après que Marina ait publié un extrait d’une autre chanson encore inédite intitulée Happy Loner,. La chanteuse avait initialement prévu de sortir Man's World en avril 2020, pour coïncider avec sa prestation au Coachella Valley Music and Arts Festival, mais son annulation en raison de la Pandémie de Covid-19 l’en empêche. Sur le plan commercial, elle se situe dans le bas du classement des téléchargements et des ventes de l'UK Download Chart, et dans le top 40 en Nouvelle-Zélande,,. Le clip qui accompagne le single est réalisé par Alexandra Gavillet et s'inspire des œuvres néoclassiques du peintre anglais John William Godward. Des remixes de la chanson par Muna et Empress Of featuring Pabllo Vittar sortent respectivement en janvier et février 2021,.
Purge the Poison est publié en tant que deuxième single de l'album le 14 avril 2021, parallèlement à l'annonce de l'album. Son clip vidéo est lancé le même jour, mettant en scène Marina dans un ensemble de tenues pailletées et colorées. Pour promouvoir le single, Marina créé un site Internet intitulé AllMyFriendsAreWitches.com, où les fans pouvaient recevoir des mises à jour concernant l'album. Une version alternative de la chanson, comprenant un nouveau couplet de Nadezhda Tolokonnikova des Pussy Riot, est publiée le 5 mai.

## Liste des pistes
Crédits adaptés de Spotify. Toutes les chansons sont écrites et composées par Marina Diamandis.
| Ancient Dreams In A Modern Land | Ancient Dreams In A Modern Land | Ancient Dreams In A Modern Land   | Ancient Dreams In A Modern Land | Ancient Dreams In A Modern Land | Ancient Dreams In A Modern Land | Ancient Dreams In A Modern Land | Ancient Dreams In A Modern Land | Ancient Dreams In A Modern Land | Ancient Dreams In A Modern Land |
| No                              | Titre                           | Producteur(s)                     | Durée                           |                                 |                                 |                                 |                                 |                                 |                                 |
| ------------------------------- | ------------------------------- | --------------------------------- | ------------------------------- | ------------------------------- | ------------------------------- | ------------------------------- | ------------------------------- | ------------------------------- | ------------------------------- |
| 1.                              | Ancient Dreams In A Modern Land | Marina Diamandis, James Flannigan | 3:26                            |                                 |                                 |                                 |                                 |                                 |                                 |
| 2.                              | Venus Fly Trap                  | Diamandis, Flannigan              | 2:38                            |                                 |                                 |                                 |                                 |                                 |                                 |
| 3.                              | Man's World                     | Diamandis, Jennifer Decilveo      | 3:28                            |                                 |                                 |                                 |                                 |                                 |                                 |
| 4.                              | Purge The Poison                | Decilveo                          | 3:16                            |                                 |                                 |                                 |                                 |                                 |                                 |
| 5.                              | Highly Emotional People         | Flannigan                         | 3:34                            |                                 |                                 |                                 |                                 |                                 |                                 |
| 6.                              | New America                     | Diamandis, Flannigan              | 3:52                            |                                 |                                 |                                 |                                 |                                 |                                 |
| 7.                              | Pandora's Box                   | Diamandis, Flannigan              | 3:32                            |                                 |                                 |                                 |                                 |                                 |                                 |
| 8.                              | I Love You But I Love Me More   | Decilveo                          | 3:43                            |                                 |                                 |                                 |                                 |                                 |                                 |
| 9.                              | Flowers                         | Flannigan                         | 3:54                            |                                 |                                 |                                 |                                 |                                 |                                 |
| 10.                             | Goodbye                         | Flannigan                         | 4:42                            |                                 |                                 |                                 |                                 |                                 |                                 |
| 36:08                           |                                 |                                   |                                 |                                 |                                 |                                 |                                 |                                 |                                 |

## Classements
| Classement (2021-2022)             | Meilleure position |
| ---------------------------------- | ------------------ |
| 43                                 |                    |
| Australie (ARIA)                   | 38                 |
| Autriche (Ö3 Austria Top 40)       | 29                 |
| Belgique (Flandre Ultratop)        | 74                 |
| Belgique (Wallonie Ultratop)       | 97                 |
| Écosse (OCC)                       | 12                 |
| Finlande (Suomen virallinen lista) | 33                 |
| Hongrie (Mahasz)                   | 30                 |
| Irlande (IRMA)                     | 26                 |
| Lituanie (AGATA)                   | 51                 |
| Nouvelle-Zélande (RMNZ)            | 40                 |
| UK Download Albums (OCC)           | 26                 |
| UK Vinyl Albums (OCC)              | 4                  |
| Suisse (Schweizer Hitparade)       | 21                 |
| Royaume-Uni (UK Albums Chart)      | 17                 |
| US Billboard 200                   | 92                 |

## Historique des versions
| Région | Date         | Format (s)                                     | Étiqueter  | Ref. |
| ------ | ------------ | ---------------------------------------------- | ---------- | ---- |
| Divers | 11 juin 2021 | - Cassette - CD - digital download - streaming | atlantique | ,    |